# Mariage homosexuel au Chili
Pour des articles plus généraux, voir Mariage homosexuel, Droits LGBT au Chili et Reconnaissance des unions entre personnes de même sexe au Chili.

Situation de la reconnaissance des unions homosexuelles en Amérique du Sud
Mariage.
Union civile.
Pays sous le coup d'un jugement de la CIDH
Pas de reconnaissance ou sans info.
Pas de reconnaissance et mariage interdit.
Homosexualité illégale, mais pas appliqué.

Le mariage homosexuel est légal au Chili depuis le 10 mars 2022. Il s'agit du septième pays à l'avoir légalisé en Amérique du sud, et le trentième dans le monde.
Auparavant, depuis 2015, les unions entre personnes de même sexe reconnues par l'État chilien étaient uniquement réalisées à travers un partenariat civil (AUC), auquel peuvent souscrire les couples hétérosexuels et homosexuels.
Votée le 7 décembre 2021 au parlement, la loi sur le mariage homosexuel est promulguée par le président Sebastián Piñera deux jours plus tard, puis publiée le 10 au Journal officiel. Son entrée en vigueur intervient cependant 90 jours après cette dernière soit le 10 mars 2022.

## Histoire
Le premier candidat présidentiel chilien qui se déclare en faveur du mariage homosexuel et l'inclut dans son programme présidentiel est Tomás Hirsch, qui indique clairement sa position lors du débat présidentiel des élections de 2005.
La première initiative pour légiférer sur le mariage égalitaire est présentée au Congrès chilien en mars 2008 par le député Marco Enríquez-Ominami, soutenu par sept autres parlementaires, mais le texte ne dispose pas d'un soutien suffisant pour être approuvé. Une deuxième initiative est présentée en août 2010 par le sénateur Fulvio Rossi, en compagnie de la sénatrice Isabel Allende Bussi et du sénateur Guido Girardi, après l'approbation du mariage homosexuel en Argentine cette même année. Cependant, la proposition n'aboutit pas.
En raison de la forte opposition historique au mariage homosexuel de la part de l'église catholique et d'autres secteurs conservateurs et influents dans la société et la politique chiliennes, comme les églises évangéliques et en particulier l'aile pentecôtiste, l'idée de légaliser les unions homosexuelles ne commence à être débattue qu'à travers d'autres sujets plus spécifique comme l'adoption homoparentale. Comme résultat de ces discussions, le président Sebastián Piñera envoie au Congrès national le projet de loi d'union civile en août 2011, texte qui propose de reconnaître les couples de même sexe au sein du droit de la famille chilien, en le différenciant du mariage civil. Après 44 mois de démarches législatives et après une série de modifications au projet original, le texte créant l'union civile (Acuerdo de Unión Civil ou AUC) est approuvé et promulgué le 15 avril 2015. Les premières cérémonies sont célébrées à partir du 22 octobre de la même année.
Le premier mariage gay non symbolique dans le pays est célébré en septembre 2015 à l'Ambassade du Royaume-Uni à Santiago, entre un citoyen chilien et un Britannique, en appliquant la législation matrimoniale britannique sous le principe d'extraterritorialité et avec l'autorisation préalable du ministère chilien des Affaires étrangères.

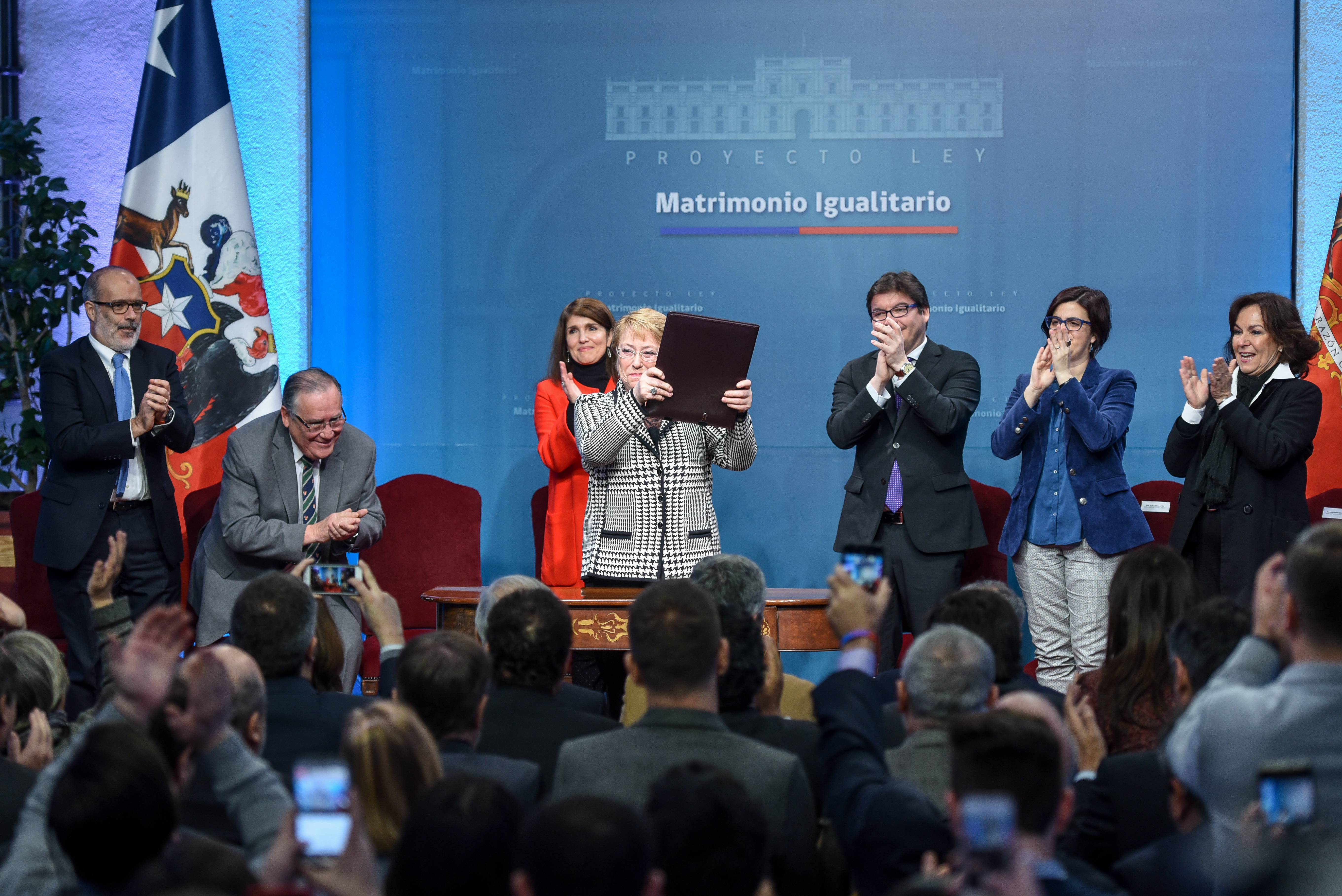
La présidente Michelle Bachelet signe le projet de loi de mariage égalitaire

Le 28 août 2017, Michelle Bachelet adresse au Congrès national le projet de loi de mariage égalitaire, tenant ainsi une de ses promesses de campagne de l'élection présidentielle de 2013. Cette mesure est également considérée comme faisant partie de l'« accord de solution amiable », souscrit en 2016 entre l'État chilien et le Mouvement d'intégration et de libération homosexuelle (MOVILH), après que ce dernier a poursuivi l'État chilien devant la Cour interaméricaine des droits de l'homme (CIDH) pour l'interdiction du mariage homosexuel dans sa législation.
Le 5 novembre 2019, et alors qu'ont lieu les protestations sociales, la commission de constitution, législation, justice et règlement du Sénat approuve l'idée de légiférer sur le mariage des couples de même sexe. Le 15 janvier 2020, le texte est approuvé en séance plénière par 22 votes pour, 16 votes contre et une abstention.

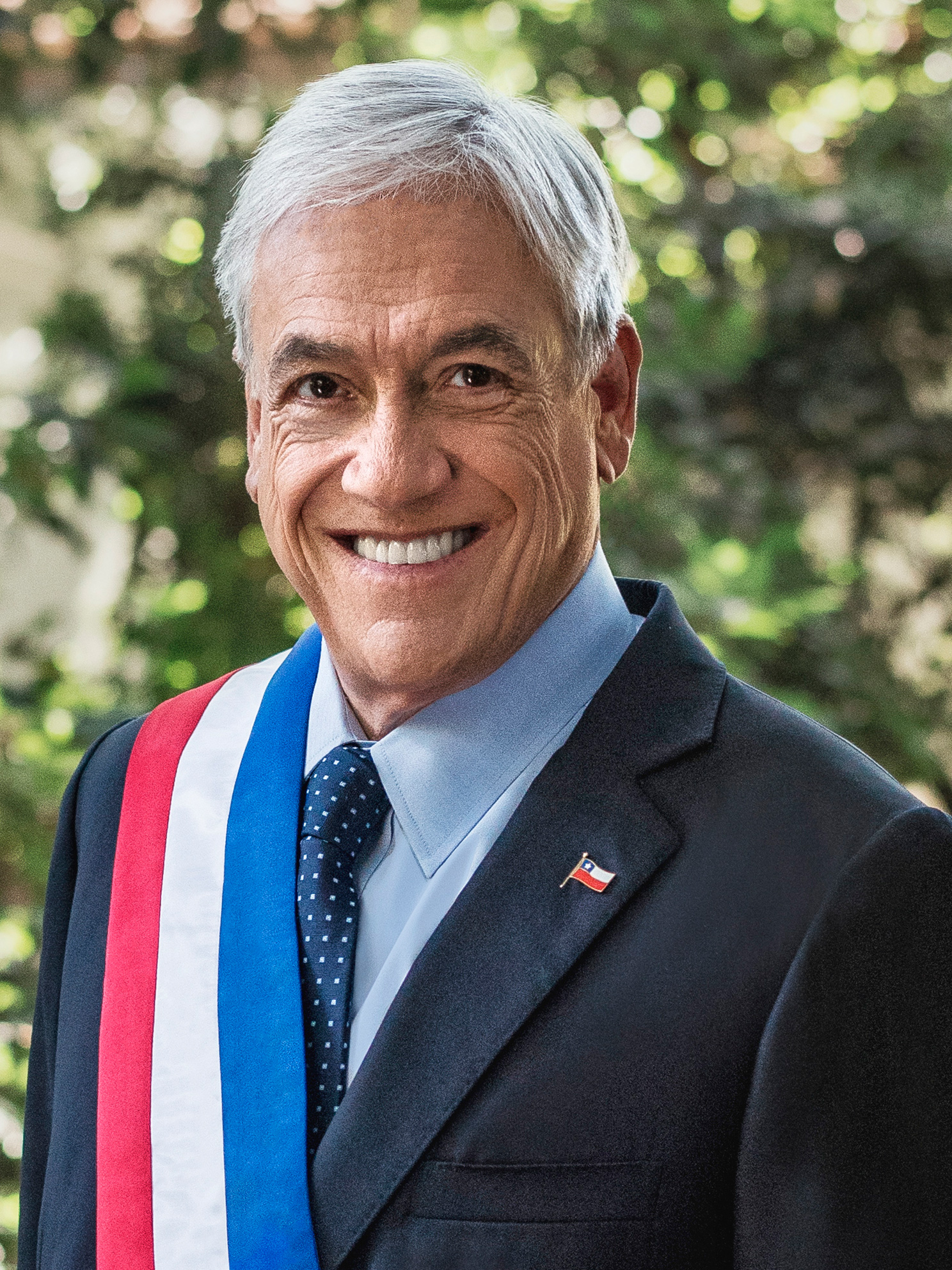
Sebastián Piñera.

Le 1er juin 2021, lors de son dernier discours public au Congrès, le président Sebastián Piñera annonce son soutien au mariage pour tous, déclarant qu'« il est temps de garantir cette liberté pour tous. Le temps du mariage entre personnes de même sexe est venu ». Il annonce ainsi que la procédure d'urgence sera mise en œuvre pour le projet de loi sur le mariage égalitaire présenté pendant le deuxième gouvernement de Michelle Bachelet. Deux jours plus tard, Piñera adresse au Sénat le projet de loi de mariage égalitaire, avec l'indication d'« extrême urgence », ce qui signifie que la chambre haute du Congrès dispose de quinze jours pour examiner le texte,. Certains médias qualifient ce changement de position de pinkwashing, car il se produit à un moment de faible popularité du président et après plusieurs années de son deuxième mandat durant lesquelles aucune politique publique en faveur des droits LGBTI n'a été mise en place, malgré le fait qu'en 2018 la loi d'identité de genre était entrée en application,. La décision inattendue de Piñera de soutenir le mariage homosexuel, qui met fin au blocage du texte au Parlement par la coalition de droite et de centre droit Chile Vamos, provoque la surprise au sein de sa majorité et de l'église catholique chilienne.
Le 21 juillet suivant, le Sénat adopte le projet de loi légalisant la mariage homosexuel par 28 voix contre 14, suivi le 23 novembre par la Chambre des députés qui agit de même par 97 voix contre 35. Cette dernière ayant modifié le texte, le projet est renvoyé en commission mixte pour faire s'accorder les deux chambres. Celle ci vote par 7 voix pour et 2 contre un texte commun le 6 décembre. Le lendemain 7 décembre, le texte est approuvé au Sénat par 21 voix contre 8, et à la Chambre par 82 voix pour et 20 contre. La loi est promulguée par le président Sebastián Piñera deux jours plus tard, celui ci déclarant à cette occasion que la « véritable liberté se construit sur la reconnaissance de chacun en tant qu'égaux en dignité et en droits ». Sa publication au Journal officiel intervient le 10 décembre. La loi entre en vigueur 90 jours après cette dernière, soit le 10 mars 2022,. Les premiers mariages ont lieu le jour même.
Le Chili devient ainsi le septième pays d'Amérique Latine à autoriser le mariage pour tous et le trentième au niveau mondial,. Quelque 65 % des Chiliens y étaient favorables.